# Felisberto Hernández
Felisberto Hernández (Montevideo, 20 d'octubre de 1902 – ibídem, 13 de gener de 1964) va ser un escriptor uruguaià de literatura fantàstica, considerat un dels fundadors del moviment artístic conegut amb el nom de «fabulisme».

## Biografia
Felisberto va néixer el 1902 a la ciutat uruguaiana de Montevideo. Era fill de Prudencio Hernández, natural de Tenerife, Illes Canàries, i de Juana Silva, originària de Rocha.
Pianista i músic destacat, Felisberto Hernández començaria a escriure professionalment amb 23 anys. Entre les principals influències de la seva obra, l'escriptor uruguaià sempre citava Henri Bergson i Marcel Proust, i de vegades també Kafka.
Una gran figura del fabulisme llatinoamericà, Hernández va exercir una influència considerable sobre escriptors com l'argentí Julio Cortázar, el colombià Gabriel García Márquez i l'italià d'origen cubà Italo Calvino.

## Obra
La producció escrita de Felisberto Hernández, influenciada pel seu gust musical, tracta alguns temes freqüents en les lletres hispanoamericanes: la vida quotidiana, persones ordinàries, l'ambient urbà, la capacitat d'emocionar dels objectes sense vida, etcètera.
Alguns escriptors importants reconeixen, amb admiració, la tasca de Felisberto Hernández. Julio Cortázar, per exemple, diu que la seva obra no pot ser considerada només «fantàstica», això seria una simplificació absurda, ja que, segons l'escriptor argentí, l'obra d'Hernández és rica en elements característics del realisme literari. D'altra banda, Gabriel García Márquez el considera un mestre.
Italo Calvino, autor del pròleg de la versió italiana de l'obra de Felisberto Hernández – també traduïda al francès, a l'alemany, a l'anglès, al grec i al portuguès – diu de l'autor uruguaià que és «un escriptor que no s'hi assembla a ningú», és diferent dels escriptors contemporanis europeus i també de la resta dels escriptors llatinoamericans.
- Fulano de Tal (1925)
- Libro sin tapas (1929)
- La cara de Ana (1930)
- La envenenada (1931)
- Por los tiempos de Clemente Colling (1942)
- El Caballo perdido (1943)
- Nadie encendía las lámparas (1950)
- Las hortensias (publicada per primera vegada en la revista uruguaiana Escritura el 1949).
- Explicación falsa de mis cuentos (manifest estètic, publicat en la revista La Licorne el 1955).
- La casa inundada (1960)
- El cocodrilo (1962)
- Tierras de la memoria (sense acabar, 1964)
- Diario de un sinvergüenza
- Últimas invenciones.

A més:
- Obra completa, Mèxic, Segle XXI, 2008 (or. 1983), ISBN 978-968-23-1255-7, que recull en el primer volum contes inèdits de la primera etapa i, en l'últim, Diario de un sinvergüenza i Últimas invenciones.

- Ida Vitale, «Felisberto Hernández», a Crisis, 18, 1974.
- Julio Cortázar, «Pròleg» a F. H. La casa inundada, Barcelona, Lumen, 1975.
- Juan Carlos Onetti, «Felisberto, el 'naïf'», Obras completas' III, Barcelona, G. Gutenberg, 2009, pp. 532–535.
- Roberto Echavarren, El espacio de la verdad: Felisberto Hernández, Buenos Aires, Sudamericana, 1981
- David Huerta, «Pròleg» a F. H., Obra completa, Siglo XXI, 1983
- José Pedro Díaz, Felisberto Hernández. Su vida y su obra, Montevideo, Planeta, 1999.
- Walter Rela, Felisberto Hernández: Persona y Obra. Cronología Documentada, Montevideo, 2002.
- Antonio Pau, Felisberto Hernández: El tejido del recuerdo, Madrid, Trotta, 2005, ISBN 84-8164-814-0